# きみにしか聞こえない (曲)
「きみにしか聞こえない」（きみにしかきこえない）は、DREAMS COME TRUEの39枚目のシングル。2007年6月13日発売。

## 概要
- 前作「大阪LOVER」以来3ヶ月ぶりのシングル。
- 両曲ともアルバム『AND I LOVE YOU』に（「サヨナラ59ers!」はアルバムバージョンとして）収録されている。
- 2007年夏期限定盤と通常盤での発売。ジャケットの色が違う。
- 2007年夏期限定盤は、この年に行われたライブ「史上最強の移動遊園地 DREAMS COME TRUE WONDERLAND 2007」で歌う「何度でも LOVE LOVE LOVE」教則DVDとコーラス用譜面を封入。

## 収録曲

### CD
1. きみにしか聞こえない
  - 作詞：吉田美和、作曲：中村正人・吉田美和、編曲：中村正人
  - 同名の映画『きみにしか聞こえない』主題歌。
  - 2006年のツアー中から楽曲制作に取りかかっていた。
  - PVは「MOVIE version.」「ANOTHER DAY version.」があり、映画に主演している成海璃子、小出恵介と共演している。なお、アルバム「AND I LOVE YOU」の初回限定盤に付属されているDVDには「ANOTHER DAY version.」が収録されている。
2. サヨナラ59ers!（フィフティーナイナーズ）
  - 作詞：吉田美和、作曲：中村正人・吉田美和、編曲：中村正人
  - 花王「AUBE」CMソング。
  - 「サヨナラ59ers!」は、2006年5月6日の吉田美和の誕生日のライブで公演中に全員でお祝いされ、MCで中村正人が「ただいま吉田は59（フィフティーナイン：ごうきゅう）です!」と発言したことから生まれた楽曲。
  - アル・ディ・メオラがギター・ソロを担当。

### DVD
夏期限定盤のみ付属。
- みんなで歌おう♪ 「何度でも LOVE LOVE LOVE」教則DVD

## 収録アルバム
- AND I LOVE YOU (#1,2、#2はALBUM VERSION)
- DREAMS COME TRUE GREATEST HITS "THE SOUL 2" (#1)
- DREAMS COME TRUE THE BEST! 私のドリカム (#1)